# Red Special

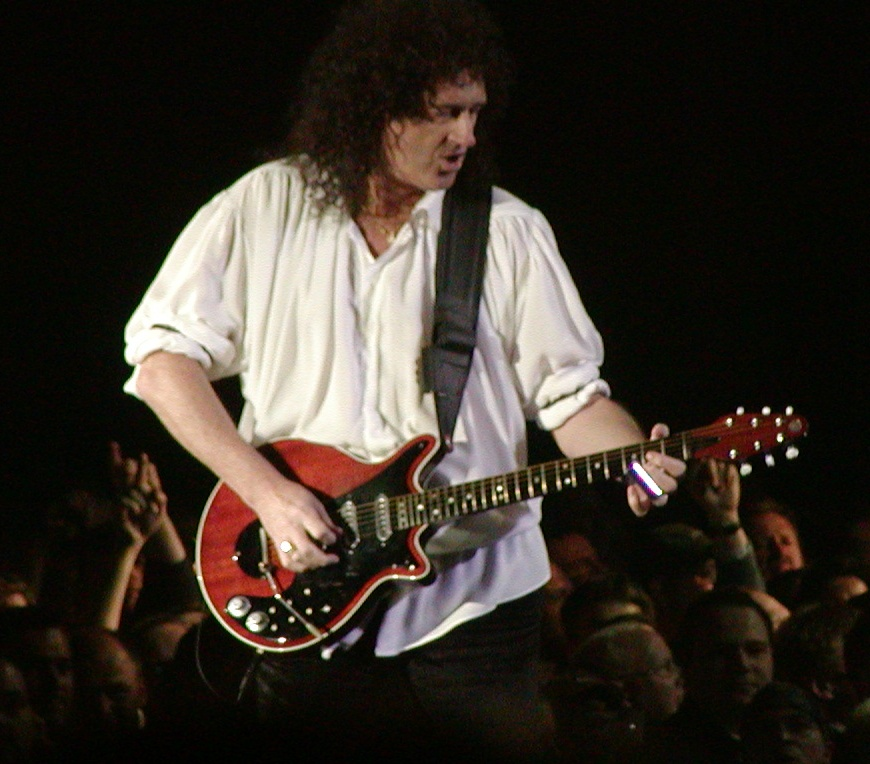
Brian May mit seiner Red Special im Jahr 2005 bei einem Konzert von Queen und Paul Rodgers

Red Special (oder die Fireplace, May selbst nennt sie Old Lady) ist der Name von Brian Mays Gitarre, die in den 1960er Jahren aus Teilen, die zu der Zeit im Haus der Mays aufzutreiben waren, unter anderem dem Mahagoniholz eines Kamins, einem Brotmesser und Teilen eines Motorrades, gefertigt wurde. Obwohl sie ursprünglich nur als Ersatz für die Wunschgitarre des jungen Brian May gedacht war, der sich zunächst eine Fender Stratocaster oder eine Gibson Les Paul wünschte, nutzt May seitdem sowohl im Studio als auch live fast ausschließlich diese Gitarre. 
Den Bau der Gitarre begann May im August 1963, als Sechzehnjähriger, zusammen mit seinem Vater, einem Elektronikingenieur, und war nach 18 Monaten abgeschlossen. Dazu bauten Vater und Sohn einen Verstärker und eine Echomaschine. Nachdem die Gitarre Anfang der 1980er Jahre und noch einmal Anfang der 1990er Jahre von der Firma Guild für kurze Zeit in Serie nachgebaut wurde, brachte Ende der 1990er auch die Firma „Burns“ ein „Signature Modell“ auf den Markt. Mittlerweile vermarktet May die Produktion selbst unter dem Namen „Brian May Guitars“, unter dem im Jahr 2006 die Neuauflage der „Red Special“ erschienen ist.

## Merkmale

Schemazeichnung zum Bau der „Red Special“

Die baulichen Eigenheiten dieser E-Gitarre erlauben es May, eine große Vielfalt von Klängen und den typisch singenden Sound zu erzeugen. (Siehe hierzu bei Queen.)
- Das Griffbrett ist im Vergleich zu anderen E-Gitarren recht breit (vor allem am Sattel) und weist 24 Bünde auf, was zur damaligen Zeit noch eher ungewöhnlich war.
- Der Korpus ist im Umriss den damaligen halbakustischen Gitarren wie der Gibson ES-335 nachempfunden. Er besteht aus Eichenholz und ist mit rot gebeiztem Mahagoni furniert. In den Korpus eingearbeitet sind, ähnlich wie bei einer halbakustischen Gitarre, Hohlräume als akustische Kammern, die bestimmte Frequenzen durch Resonanz verstärken und damit den charakteristischen Klang dieser Gitarre bewirken.
- Der Hals besteht aus einem 120 Jahre alten Querbalken eines Kamins, er weist sogar Löcher von Holzwürmern auf. In den Hals ist wie bei den meisten E-Gitarren auch ein Halsspannstab eingearbeitet, um dem Saitenzug und somit dem Verbiegen des Halses entgegenzuwirken.

## Tonabnehmer-System
Da die damals handelsüblichen Saiten-Tonabnehmer (Pick-Ups) so ausgelegt waren, dass möglichst keine Rückkopplung zustande kommt, versuchte May, sie selbst herzustellen. Da die Ergebnisse nicht befriedigten, verwendete er drei Tonabnehmer der Marke Tri Sonics Single-Coil aus einer Vibra-Artist-Gitarre von Burns (Baujahr 1961/62). Sie bestehen aus Magnetkernen mit jeweils 4000 Windungen Telefondraht. Dadurch erhalten sie einen höheren Wirkungsgrad. Da May gerne bei so hohen Lautstärken spielt, dass Rückkopplungseffekte auftreten, sind sie in Kunstharz eingegossen, um das unangenehme Rückkopplungspfeifen zu vermeiden. Die drei Pick-Ups sind an genau berechneten Positionen angebracht, wodurch der Klang der Gitarre wesentlich beeinflusst wird. Sie lassen sich zu theoretisch 26 verschiedenen Möglichkeiten zusammenschalten, da jeder Tonabnehmer nicht nur einzeln an- oder abgeschaltet werden kann, sondern auch gleichphasig oder gegenphasig zu den anderen Pick-Ups.
May benutzt am häufigsten die Kombination von Steg- und Mittelpickup in Phase, die einen Sound ähnlich dem eines Humbuckers in Stegposition erzeugt. Der dünne, schreiende Solosound in „Bohemian Rhapsody“ entsteht dagegen durch die gegenphasige Kombination von Hals- und Mittelpickup.

## Elektronik
Brian May benutzt dazu noch einen so genannten „treble booster“ (Höhenverstärker), den einst Pete Cornish für ihn zusammengelötet hatte, nachdem Mays Rangemaster, der noch auf den ersten Queen-Platten zu hören ist, bei einem Konzert verloren ging. Dieser „treble booster“ wurde später von Greg Fryer verbessert. Des Weiteren ist bei seinen Studioaufnahmen oft auch ein 1-Watt-Miniverstärker zu hören, der damals von Queen-Bassist John Deacon aus Elektronikabfall und einer alten Lautsprecherbox gebastelt wurde. Dieser Verstärker wird  liebevoll „Deacy Amp“ genannt und trägt entscheidend zum typischen Brian-May-Sound bei.

## Tremolosystem

Schematische Schnittzeichnung der Tremolokonstruktion

Das Tremolo der Red Special besteht aus einem Stahlblock, der an einer Messerkante drehbar gelagert ist. Zwei Federn wirken dem Saitenzug entgegen. Die Federn stammten ursprünglich aus dem Ventiltrieb eines alten Panther-Motorrads aus dem Jahr 1928, die Messerkante war tatsächlich ein altes Brotmesser von Mays Mutter. Tremoloblock und Brücke liegen getrennt etwa 6 cm voneinander entfernt.
Durch die Trennung von Tremolo und Brücke werden die Saiten an der Brücke stark geknickt. Bei vielen handelsüblichen Gitarren bewirkt dieser Knick, dass die Saiten bei Bewegungen des Tremolos auf der Brücke Reibung erzeugen. Diese Reibung hat zum einen zur Folge, dass sich die Gitarre schnell verstimmt, zum anderen erhöht sich die Gefahr, dass die Saite an der Knickstelle reißt. Deshalb brachte May – eine Neuheit im Gitarrenbau – in der Brücke kleine Rollen an, über welche die Saiten umgelenkt werden. Das reibungsfreie Abrollen erhöht die Lebensdauer der Saite und macht das System stimmstabiler.

## Spielweise
Brian May dreht die Lautstärke so weit auf, dass sich der Klang der Gitarre auf Grund der Rückkopplungseffekte verselbständigt. Um aber trotzdem ein kontrolliertes Spiel zu ermöglichen, darf die Rückkopplung nicht zwischen den elektromagnetischen Feldern der Lautsprecher und der Tonabnehmer erfolgen (Pick-up-Feedback), sondern zwischen den mechanischen Schwingungen der Lautsprechermembran und der Saiten, die durch die Schallwellen vermittelt werden (Saiten-Feedback). 

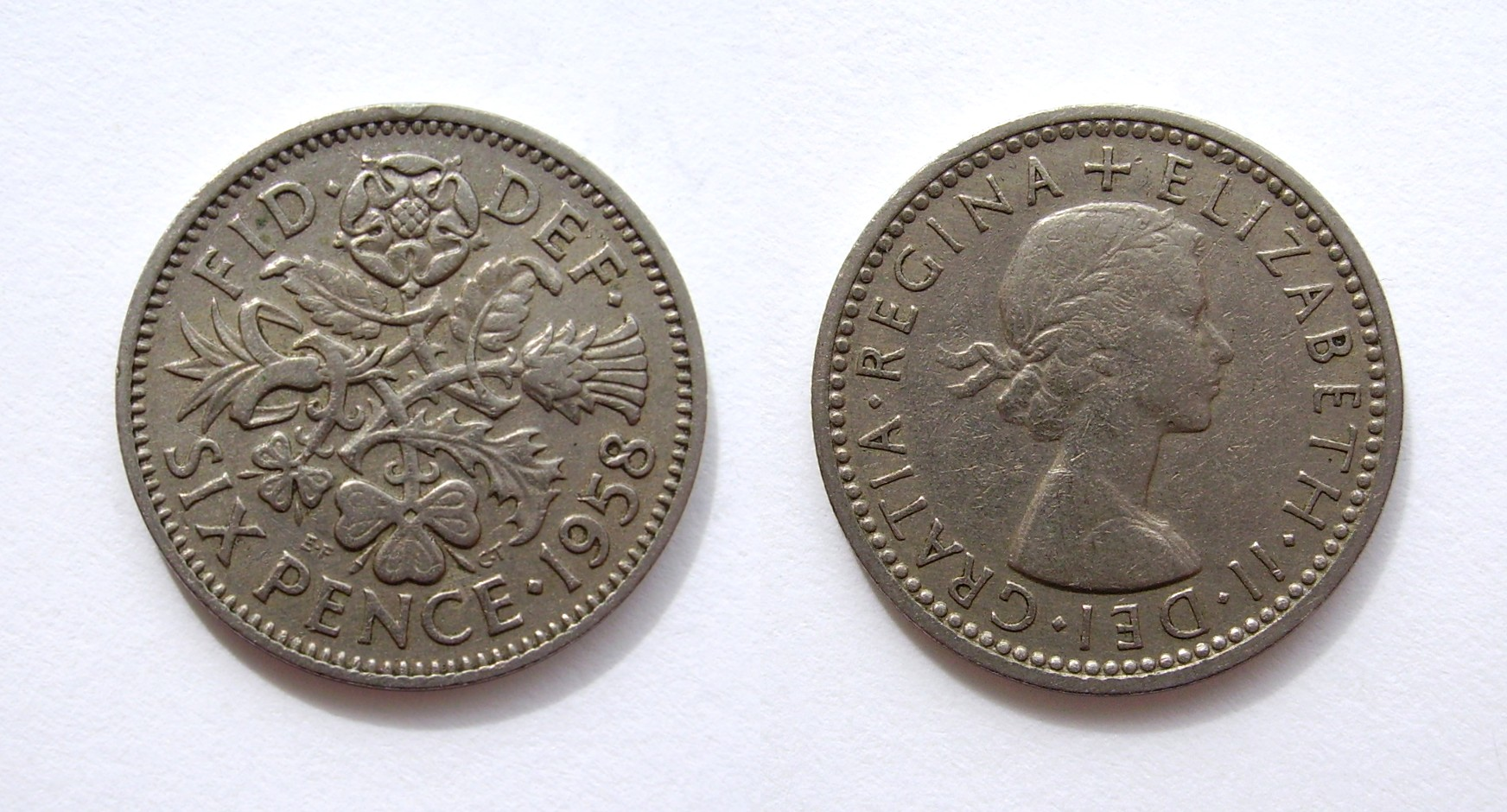
Eine englische Sixpence-Münze aus dem Jahr 1958

Alle baulichen Eigenheiten seiner Gitarre allein erklären aber nicht den besonderen Klang. May ordnete den Klang seiner Gitarre zwischen dem einer typischen Fender- und dem einer typischen Gibson-Gitarre ein. Hauptverantwortlich für den Klang ist Mays Anschlagtechnik. An Stelle eines Plektrums verwendete May lange Zeit alte englische Sixpence-Münzen, die beim Anschlag für eine obertonreicherere Tonentfaltung sorgen als bei gewöhnlichen Plektren. Als Kontrast dazu zupft er bei einigen Soli die Saiten mit dem Zeigefinger der rechten Hand (unter anderem beim Stück Last Horizon) und erzeugt so einen warm klingenden Ton.